# Sobreviviré (programa de televisión)
Sobreviviré, también conocido como Sobreviviré after show, fue un programa de televisión presentado por Nagore Robles emitido de lunes a jueves a las 15:00h de la tarde en Mitele Plus. Se estrenó el 4 de junio de 2021 en las madrugadas de los martes y los jueves tras las galas de Supervivientes para hablar tanto de lo sucedido en este programa como de otros temas en un tono juvenil y desenfadado. Tras el final del reality show, el programa pasó a emitirse diariamente a las 15:00 de la tarde desde el 30 de agosto hasta el 23 de diciembre manteniendo la edición nocturna semanal después de la gala de La casa de los secretos.

## Mecánica
Programa que informa sobre la actualidad, principalmente de las redes, y los temas televisivos candentes en un tono desenfadado, destinado a un público joven, eminentemente digital, y seguidor de los social media. Para ello cuenta con colaboradores que son creadores de contenido y personajes de la televisión para hablar de los diferentes temas que se van tratando en las distintas secciones, incluyendo la participación del público.

## Equipo

### Presentadora
| Presentadora  | Información           | Temporada | Temporada |
| Presentadora  | Información           | 1         | 2         |
| Año           |                       | 2021      | 2021      |
| ------------- | --------------------- | --------- | --------- |
| Nagore Robles | Presentadora titular  |           |           |
| Alexia Rivas  | Presentadora suplente |           |           |

### Colaboradores
| Colaboradores          | Información                        | Temporada | Temporada |
| Colaboradores          | Información                        | 1         | 2         |
| Año                    |                                    | 2021      | 2021      |
| ---------------------- | ---------------------------------- | --------- | --------- |
| Alexia Rivas           | Periodista                         |           |           |
| Iban García            | YouTuber e Influencer              |           |           |
| Pilar Yuste            | Representante                      |           |           |
|                        |                                    |           |           |
| Malbert                | Creador de contenido y presentador |           |           |
| Antiguos colaboradores |                                    |           |           |
| Elsa Ruiz              | Cómica                             |           |           |
| Tom Brusse             | Participante de LIDLT 2            |           |           |
| Abril Cols             | TikToker                           |           |           |
| Danna Ponce            | YouTuber e influencer              |           |           |
| Fernando Jaso          | YouTuber                           |           |           |
| Marina Yers            | TikToker                           |           |           |

### Invitados
| Invitados                             | Información                             | Temporada | Temporada |
| Invitados                             | Información                             | 1         | 2         |
| Año                                   |                                         | 2021      | 2021      |
| ------------------------------------- | --------------------------------------- | --------- | --------- |
| Lara Sajen                            | Concursante de Maestros de la costura 2 |           |           |
| Marta López                           | Concursante de Gran Hermano 2           |           |           |
| Palito Dominguín                      | Modelo y nieta de Lucía Bosé            |           |           |
| Patricia Pérez "Steisy"               | Participante de MyHyV                   |           |           |
| Violeta Mangriñán                     | Participante de MyHyV                   |           |           |
| Álex Bueno                            | Participante de LIDLT 1                 |           |           |
| Carla Vigo                            | Sobrina de Letizia Ortiz                |           |           |
| José Perea                            | Diseñador de moda                       |           |           |
| Víctor Palmero                        | Actor                                   |           |           |
| Victoria Caro Tudela                  | TikToker                                |           |           |
| Ale Agulló                            | TikToker                                |           |           |
| Adrián García Ruiz (Adri G o aadri g) | TikToker                                |           |           |
| Alba Carrillo                         | Modelo y presentadora                   |           |           |

## Episodios
| Temporada              | Temporada | Programa               | Episodios                | Estreno               | Final                   |
| ---------------------- | --------- | ---------------------- | ------------------------ | --------------------- | ----------------------- |
|                        | 1         | Sobreviviré after show | 15                       | 3 de junio de 2021    | 23 de julio de 2021     |
|                        | 2         | Sobreviviré            | 67                       | 30 de agosto de 2021  | 23 de diciembre de 2021 |
| Sobreviviré after show | 2         | 6                      | 10 de septiembre de 2021 | 12 de octubre de 2021 |                         |